# Мундог
Луј Томас Хардин (Мерисвил, 26. мај 1916 — Минстер, 8. септембар, 1999), познатији као Мундог, био је слепи амерички композитор, музичар, песник и проналазач неколико музичких инструмената. Још као младић, преселио се у Њујорк. Тада је одлучио да ће свој живот провести на улицама града. Процењује се да је од тридесет година, колико је боравио у Њујорку, двадесет провео на улицама. Носио је специфични костим, који одражава његово тумачење изгледа нордијског бога Одина. Захваљујући том необичном изледу и начину живота, прозвали су га „Викинг са Шесте авеније”.

## Детињство и младост
Рођен је у породици епископалаца у граду Мерисвилу у америчкој савезној држави Канзас. Са својих пет година, направио је сет бубњева од картонских кутија на којима је свирао. Пошто му се породица селила, школу је похађао у неколико градова. Једном приликом га је отац одвео на традиционални плес племена Арпахо, где је свирао там-там бубњеве направљене од бизонове коже.
Хардин је свирао бубњеве у средњошколском бенду у Харлију, држави Мисури пре но што је изгубио вид у својој 16. години у експлозији динамита на фарми. Након што је научио основе музичке уметности у школама за слепе широм средњег дела САД, вежбао је сам развитак слуха и композицију.
Мундог се преселио у Батесвил, где је живео до 1942. године, када је добио стипендију да студира у Мемфису. Иако је већину својих вештина сам стекао, музичку теорију је научио у школи за слепе у истоименом граду помоћу брајове азбуке.
У Њујорк се преселио 1943. године, када је упознао великане музичке сцене попут Леонарда Бернштајна и Артура Тосканинија, као и легендарне џез музичаре Чарлија Паркера и Бенија Гудмана, чије су оптимистична дела и хумористичке композиције утицале на Хардинов познији опус.

## Њујорк
Почев од позних 40-их, па све до 1974. године, Мундог је живео као улични свирач и песник на углу 53. улице и 6. Авеније на Менхетну. Занимљиво је то што, иако је највећи део времена провео на улици, имао је стан на горњем Менхетну.. Поред музике и поезије, био је познат и по викиншком изгледу, који је укључивао и шлем са роговима. Делом се издржавао од продаје копија своје поезије и музичке филозофије. Био је познат многим џез музичарима тог доба.
Године 1947. Хардин узима псеудоним Мундог у част пса „који је завијао на Месец више него остали пси које сам знао.” 1949. године је отпутовао је на Сунчев плес племена Блекфут у држави Ајдахо, у коме је учествовао свирајући на удараљкама и флаути, враћајући се музици америчких урођеника са којом се први пут сусрео још као дете. Ова урођеничка музика, заједно са савременим џезом и класичном музиком, самешана са звуковима из његовог окружења (звуцима градског саобраћаја, таласа океана, плачем беба итд), створила је основ будућег Мундоговог музичког стваралаштва.
Године 1954, пред Врховним судом државе Њујорк победио је у парници против диск-џокеја Алана Фрида, који је своју радио-емисију назвао „Мундогов рокенрол матине” (The Moondog Rock and Roll Matinee), користећи као сопствени заштитни знак Мундогово име и Мундогову симфонију (прву плочу коју је Мундог икада снимио). Мундог је био у уверењу да никада не би добио случај да није имао помоћ других музичара, као што су Бени Гудман and Артуро Тосканини, који су о њему посведочили као о озбиљном композитору. Фрид је је био обавезан да се извини и да престане да у емисијама користи надимак „Мундог”, са образложењем да је Хардин под тим псеудонимом био познат много пре него што је њиме почео да се користи Фрид.

## Немачка
Мундог је гајио идеализовано виђење Немачке („Света земља са Светом реком” — Рајном), у којој се населио 1974. године.
У неко доба, млада немачка студенткиња Илона Сомер помогла му је да оснује самосталну холдинг-компанију за потребе својих уметничких подухвата, и дала му стан, прво у Ер-Еркеншвику, а потом у Минстеру у Вестфалији. Мундог је са њеном породицом живео и проводио време у Минстеру. У том раздобљу је Мундог написао стотине композиција које је Сомерова пренела на нотни систем са записа на Брајевом језику. У Немачкој је провео остатак живота, преминувши 1999. године.
Мундог је на кратко посетио Америку 1989. године, када му је Филип Глас одао почаст и позвао да диригује Бруклинским филхармонијским камерним оркестром на фестивалу Њу мјузик Америка (New Music America) одржаном у Бруклину, подстичући обнову интересовања за његову музику.
Снимио је мноштво албума и одржавао концерте и у Сједињеним Државама и у Европи — у Француској, Немачкој и Шведској.

## Стваралаштво
Мундог је за своју музичу инспирацију нашао у звуковима са улице, као што су звуци подземне железнице или сирене за маглу. Тежила је сразмерној једноставности, али је одликовало оно што је Мундог називао „змијски такт” и описивао као „клизав ритам, неуобичајеног такта […] Нећу умрети у четворочетвртинском такту”.
Међу првима који су заступали Мундогов рад био је Артур Родзински, диригент Њујоршке филхармоније у периоду 1940-их. Он је 1950-их година издао један број плоча са Мундоговом музиком, у формату 78, 45 и мини-албума, те неколико лонгплеј албума са ознакама неколицине значајних џез-издавача, укључујући и један необичан албум са причама и песмама за децу, снимљен 1957. године заједно са Џули Ендруз и Мартином Грином под насловом Песме смисла и бесмисла — испричај то опет (Songs of Sense and Nonsense — Tell it Again). Наредних десет година Мундог није снимао, све док га 1969. године продуцент Џејмс Вилијам Гуерсио није одвео у студио да сними албум за кућу Коламбија рекордс.
На другом албуму који је продуцирао са Гуерсиом наступила је као вокал и једна од Мундогових кћери, а састојао се од песама компонованих у облику канона и ронда. Овај албум није оставио тако велики утисак у популарној музици као први. Оба албума издата за „Коламбију” су 1989. године поново издата на једном компакт-диску.
Већину Мундогових радова објавила је немачка кућа Managarm Musikverlag. У складу са његовим завештањем, искључиви управљач и власник Мундогове заоставштине била је Илона Сомер, која је преминула 2011. године. Илона је тестаментом одредила берлинског адвоката Александера Дувеа за извршиоца своје заоставштине, ту укључујући и ауторска и издавачка права на Мундоговим делима, тако се Дуве сада стара о Мундоговој заоставштини.

## Изуми
Мундог је изумео неколико музичких инструмената, међу којима су две мале троугласте харфе, једна позната као „у” (енглески oo) и друга коју је назвао у-ја-цу (ooo-ya-tsu), те троугласти жичани инструмент који се свира гудалом, а назвао га је хус (hüs, по норвешкој речи hus — кућа). Вероватно најпознатија његова креација је „тримба”, троугласти инструмент из рода удараљки који је изумео крајем 1940-их. На оригиналној тримби данас свира Мундогов пријатељ Стефан Лакатос, шведски перкусиониста, коме је Мундог објаснио и метод градње оваквог инструмента.

## Утицаји
Сматра се да је Мундогова музика из 1940-их и 1950-их имала јак утицај на композиторе раног минимализма. Филип Глас је писао да су он и Стив Рајх схватили Мундогов рад „веома озбиљно и разумели га и ценили много више од онога чему су били изложени на Џулијарду”.
Мундог је инспирисао друге музичаре да му посвете неколико песама. Међу њима су „Moondog” са албума Sweet Child британског фолк-џез састава Пентанглс из 1968, као и „Spear for Moondog” (parts I and II) са албума Electric Funk џез-органисте Џимија Макгрифа из исте године. Иконе глам-рока, Марк Болан и Ти Рекс споменули су га у песми „Rabbit Fighter”, стихом „Moondog's just a prophet to the end…” („Мундог је само пророк до краја…”) Енглеска поп-група Прифаб спраут уврстила је нумеру „Moondog” на албум Jordan: The Comeback из 1990. године. Амерички рок-састав Big Brother and the Holding Company, у коме је као вокалисткиња наступала Џенис Џоплин, обрадио је на истоименом албуму из 1967. године Мундогову песму „All Is Loneliness”. Ову песму су у току турнеје 2005. године обрадили и Antony and the Johnsons. Енглески диск-џокеј Мекграф је на основи узорака из Мундогове нумере „Bird's Lament” конструисао сингл „Get a Move On” са албума Keep It Unreal. Њујоршки састав The Insect Trust је на албуму Hoboken Saturday Night извео обраду Мундогове песме „Be a Hobo”. Нумера „Stamping Ground”, са својим необичним прологом, у коме Мундог рецитује један од својих епиграма, нашла се на двоструком компилацијском семплер-албуму Fill Your Head with Rock (CBS, 1970). Канадски композитор и продуцент Данијел Ланоа уврстио је нумеру под називом „Moondog” на свој албум и документарни видео Here Is What Is.
Документарни филм о Мундоговом животу, „The Viking of 6th Avenue” (Викинг са Шесте авеније) налази се у фази постпродукције, а довршетак се очекивао 2017. године.

## Дискографија

### Синглови
- Snaketimes Rhythm (1949—1950), SMC
- Moondog's Symphony (1949—1950), SMC
- Organ Rounds (1949—1950), SMC
- Oboe Rounds (1949—1950), SMC
- Surf Session (око 1953), SMC
- Caribea Sextet/Oo Debut (1956), Moondog Records
- Stamping Ground Theme (from the Holland Pop Festival) (1970), CBS.

### EP
- 1953: Improvisations at a Jazz Concert, Brunswick
- 1953: Moondog on the Streets of New York, Decca/Mars
- 1953: Pastoral Suite / Surf Session, SMC
- 1955: Moondog & His Honking Geese Playing Moondog's Music, Moondog Records

### Албуми

#### као Мундог
- 1953: Moondog and His Friends, Epic
- 1956: Moondog, Prestige
- 1956: More Moondog, Prestige
- 1957: The Story of Moondog, Prestige
- 1969: Moondog (not the same as the 1956 LP), Коламбија рекордс
- 1971: Moondog 2, Columbia
- 1977: Moondog in Europe, Kopf
- 1978: H'art Songs, Kopf
- 1978: Moondog: Instrumental Music by Louis Hardin, Musical Heritage Society
- 1979: A New Sound of an Old Instrument, Kopf
- 1981: Facets, Managarm
- 1986: Bracelli, Kakaphone
- 1992: Elpmas, Kopf
- 1994: Sax Pax for a Sax with the London Saxophonic, Kopf/Atlantic
- 1995: Big Band, Trimba
- 2005: Bracelli und Moondog, Laska Records

#### са Џули Ендрјуз и Мартином Грином
- 1957: Songs of Sense and Nonsense — Tell it Again, Angel/Capitol

### Компилације
- 1991: More Moondog/The Story of Moondog, Original Jazz Classics
- 2001: Moondog/Moondog 2, Beat Goes On
- 2005: The German Years 1977—1999, ROOF Music
- 2005: Un hommage à Moondog tribute album, trAce label
- 2005: The Viking Of 6th Avenue (disc inside biographical book), Honest Jons.  978-0-9760822-8-6.
- 2006: Rare Material, ROOF Music

### Компилације разних аутора
- 1954: New York 19 (recorded and edited by Tony Schwartz), Folkways
- 1954: Music in the Streets (recorded and edited by Tony Schwartz), Folkways
- 1958: Rosey 4 Blocks (arrangement by Andy Forsythe), Rosey
- 1970: Fill Your Head With Rock, CBS
- 1998: The Big Lebowski motion picture soundtrack, Mercury
- 2000: Miniatures 2, Cherry Red
- 2006: DJ-Kicks: Henrik Schwarz, K7 Records
- 2006: The Trip: Curated By Jarvis Cocker and Steve Mackey, Disc 1 Track 19: „Pastoral”
- 2008: Pineapple Express Motion Picture Sound Track, Track 9 "Birds Lament, " Moondog & The London Saxophonic.

### Извођења других музичара
- 1957: Moondog and Suncat Suite британског џез-музичара Кенија Грејама једну страну посвећује интерпретацијама Мундогових радова
- 1967: „All Is Loneliness” групе Big Brother and the Holding Company, са Џенис Џоплин, на свом првом, истоименом албуму
- 1968: „Moon Dog” групе Pentangle на албуму Sweet Child
- 1968: „Spear for Moondog (parts 1 and 2)” џез-органисте Џимија Макгрифа на албуму Electric Funk
- 1970: „Be a Hobo” групе The Insect Trust на албуму Hoboken Saturday Night
- 1978: Canons on the Keys Пола Џордана, необјављено
- 1985: „Theme and Variations” у извођењу John Fahey on the album Rain Forests, Oceans and Other Themes[12]
- 1990: Lovechild Plays Moondog, EP, Forced Exposure
- 1990: „Moondog” by Prefab Sprout on Jordan: The Comeback
- 1993: „All is Loneliness” by Motorpsycho on Demon Box
- 1995: Alphorn of Plenty by Hans Kennel, Hat Art
- 1997: „Synchrony Nr. 2” by Kronos Quartet
- 1998: Trees Against the Sky compilation album, SHI-RA-Nui 360°
- 1999: „Get a Move On” (remix of „Bird's Lament (In Memory of Charlie Parker)”) by Mr. Scruff on Keep It Unreal
- 2005: „All Is Loneliness” by Antony and the Johnsons, live
- 2005: „Sidewalk Dances” by Joanna MacGregor & Britten Sinfonia, Sound Circus SC010
- 2006: „Moondog Sharp Harp” by Xenia Narati, Ars Musici
- 2007: „Paris” by Jens Lekman, live
- 2009: „New Amsterdam” by Pink Martini on Splendor in the Grass
- 2010: „The Orastorios — Moondog rounds” by Stefan Lakatos/Andreas Heuser, Makro
- 2011: „Making Moonshine — Moondog Songs by Moondog Fans” by Various Artists, SL Records

## Биографија
- Scotto, Robert. Moondog, The Viking of 6th Avenue: The Authorized Biography. Process Music edition (22 November 2007).  978-0-9760822-8-6. (preface by Philip Glass)